# 5423 Horahǒrejš
5423 Horahǒrejš eller 1983 DC är en asteroid i huvudbältet som upptäcktes den 16 februari 1983 av den tjeckiske astronomen Zdeňka Vávrová vid Kleť-observatoriet. Den är uppkallad efter tjecken Petr Hora Hořejš.
Asteroiden har en diameter på ungefär 8 kilometer.